# Harry Potter: Dalla pagina allo schermo - L'avventura cinematografica raccontata per immagini
Harry Potter: Dalla pagina allo schermo - L'avventura cinematografica raccontata per immagini (Harry Potter: Page To Screen - The complete filmmaking journey) è un libro scritto da Bob McCabe nel 2011.
L'edizione italiana è stata data alle stampe nel marzo dello stesso anno, edita dalla Panini Books branca della Panini Comics, divisione editoriale di Panini S.p.A. La traduzione è stata affidata ad Andrea Toscani e Vania Vitali con la supervisione di Elena Galli.

## L'autore
Bob McCabe è un affermato critico cinematografico, presentatore e sceneggiatore. Collabora con diversi periodici inglesi e ha preso parte a numerose trasmissioni radiofoniche. Vive a Londra.

## L'opera
Questo libro si presenta fin dalla prima pagina come una guida completa ed aggiornata all'intera avventura fantasy del maghetto di Hogwarts. L'opera può contare infatti su più di cinquecento pagine ricche di curiosità, segreti e notizie esclusive riguardanti la lavorazione e la produzione di una delle saghe di magia più illustri di tutti i tempi. Siamo infatti di fronte ad un testo il cui scopo è quello di illustrare il lavoro straordinario che è presente alle spalle dei film e come, tramite un impegno intenso e chirurgico, dalla materia prima dei libri scritti da J. K. Rowling, sia stata data vita alla magia e al successo dei capitoli cinematografici.
Esso si articola essenzialmente in tre parti:

### Parte I - La Realizzazione di Harry Potter
Dopo una breve introduzione l'autore ripercorre la storia dagli inizi e ci racconta (in un intero capitolo), tramite i protagonisti, l'allestimento principale del set, fra problemi e divertimento, fra imprese impossibili e scommesse azzeccate. Come è nata l'idea di portare il libro sullo schermo, come sono state scelte le location, come si sono svolti i provini degli attori, sono solo alcuni dei segreti che un vero fan della serie deve sapere.
Attraverso i sette successivi capitoli (uno per film) possiamo conoscere ogni minimo dettaglio legato alla storia della trasposizione cinematografica e come si è evoluta l'avventura in circa dieci anni di riprese, dal principio fino all'epico finale. Dal primo regista Chris Columbus fino a David Yates.

### Parte II - L'Arte di Harry Potter
Anche qui dopo una parte introduttiva, McCabe ci porta a conoscere ogni singolo personaggio dell'universo Harry Potter, dai protagonisti fino alle comparse e ai ruoli minori. Senza dimenticare un'approfondita analisi sui costumi di scena, elemento essenziale nella realizzazione della realtà magica.
Nel capitolo seguente è la volta dei luoghi che fanno da sfondo alla magica avventura: Il castello di Hogwarts, Diagon Alley, La Gringott sono solo alcuni dei meravigliosi set nati dalla fantasia e dalla penna della Rowling. La forza di queste location è data dal fatto che per quanta magia vi possa essere esse sembrano sempre e comunque reali. Questo aspetto deve essere il primo obiettivo afferma il direttore artistico dei film Stuart Craig.
La terza sezione è dedicata alle creature magiche e agli effetti speciali che qui come non mai risultano decisivi. L'autore ci spiega come ogni essere fantastico abbia rappresentato per i realizzatori una sfida divertente e stimolante e come alla base di tutto questo lavoro ci fosse un esercito di illustratori, scultori e artisti degli effetti digitali.
Nel quarto e conclusivo capitolo facciamo la conoscenza di quelli che sono gli strumenti magici che rendono speciale tutta l'avventura: dalle bacchette agli horcrux, dalla spada di Godric Grifondoro alla mappa del malandrino fino ai Doni della Morte

### Parte III - Epilogo
In questa ultima parte ci vengono raccontati degli aneddoti riguardanti gli ultimi giorni delle riprese.